# Gaúcho Oriental
O Gaúcho Oriental é uma estátua presente no Parque Farroupilha em Porto Alegre no Rio Grande do Sul. Seu arquiteto, o uruguaio Federico Escalada, produziu a obra em 1935. A escultura foi um presente de Uruguai e sua comunidade ao estado do Rio Grande do Sul pelo centenário da Revolução Farroupilha.

## Composição
Sob um pedestal de concreto com uma placa de granito, o gaúcho feito de bronze em tamanho proporcional ao de um ser humano, pesando cerca de 12 toneladas, está posicionado nos espelhos da água em frente ao chafariz do Parque Farroupilha. Inicialmente, a estátua era localizada nas proximidades do viaduto Imperatriz Leopoldina, na capital do estado, e, no ano de 2016, foi movida para seu repouso atual.

### Inscrição
No seu pedestal, possui uma placa com a inscrição:
Gaucho Oriental: homenaje de la colónia uruguaya al heróico pueblo rio-grandense en el centenário farroupilha (1835 - 1935)

### Representação do gaúcho
A estátua representa um homem de estatura média vestido com uma roupa tradicional gauchesca: botas, bombacha, camisa, guaica, lenço e boina. O detalhe do lenço foi bem estruturado pelo escultor tendo em vista que trata-se de uma homenagem à revolução farroupilha, onde as cores e formatos dos lenços representavam a fidelidade do beligerante, assim o lenço do Gaúcho Oriental está posicionado de forma indistinguível.
A boina é outro detalhe interessante sobre a obra tendo em vista que o gaúcho Rio Grandense costuma utilizar um chapéu, assim a boina foi um detalhe uruguaio de escolha do escultor para representar a origem uruguaia da obra. Outro detalhe é a posição desleixada e descansada da estátua, que representa a serenidade do gaúcho.
O homem na estátua também está olhando para cima, mostrando uma superioridade, o que para sua representação em um período de guerras é uma posição desafiadora. Em sua cintura, o gaúcho porta uma boleadeira, porém para demonstrar sua serenidade, a sua mão não está diretamente na arma.